# Great Bowden
Great Bowden är en civil parish i Storbritannien.   Den ligger i grevskapet Leicestershire och riksdelen England, i den södra delen av landet, 120 km norr om huvudstaden London.